# Rey de Rutenia
Por rey de Rutenia, cuyo nombre formal era rey de Rutenia, rey de Galicia y Lodomeria, señor y heredero de la tierra de Rusia (en ucraniano: король Русі, король Галичини і Володимирії, князь і володар Всієї Землі Руської; y en latín: Rex Rusiae, Rex Galiciae et Lodomeriae, Terrae Russiae Dominus et Heres), y a veces ha sido traducido como Rey de los Rus, se conoce un título de categoría de monarca utilizado por los príncipes de Galicia-Volinia desde Danílo Gálitski. El título llegó a estar garantizado por el Metropolita de Kiev y toda Rus.

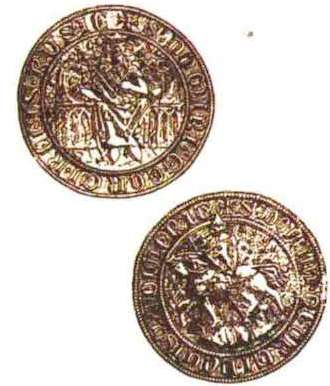
Sello de Yuri I Lvovich con la inscripción "Rey de Rusia". XIV cm.

## Reyes de Galicia-Volinia (parte del Reino de Hungría)
- Andrés II de Hungría, hijo de Bela III de Hungría, el primer rey nominal del reino de Galicia, titulado como príncipe húngaro. reinó de 1188 a 1190.
- Coloman de Galicia-Lodomeria (también llamado Kalmán), primer rey de Galicia y Lodomeria, en latín: Rex Galiciæ et Lodomeriæ (1215-1219).
- Andrés de Galicia-Lodomeria (a veces traducido András), hermano pequeño de Coloman, príncipe húngaro y rey  de Galicia y Lodomeria (1219-1221).

## Reyes de Rutenia (Reino de Rutenia)
- Daniel I de Hálych, rey de Rutenia (1253-1264).
- León I de Galicia, rey de Rutenia (1293-1301; entre 1264-1293 titulado como Rey de Galicia-Volinia), trasladó la capital de Jolm a Leópolis en 1272.
- Yuri I de Galicia, príncipe de Galicia-Volinia (1301–1308).
- Correyes Andrés de Hálych (Volinia) y León II de Galicia (Galicia), últimos reyes rutenos (1308-1323).
- Título sin poseedor legal (1323-1325)
- Yuri II Boleslav, casado con María de Galicia (hermana de Andrés y León), rey consorte de Galicia (1325–1340).
- Dmytró Dedkó, Señor de Rutenia, príncipe de Galicia (1340-1349). Autotítulado, pero no reconocido desde 1323.
- Liubartas, casado con Eufemia (también conocida como Ana-Bucha, hija de Andrés de Hálych), consorte de Volinia (1323–1366), príncipe de Volinia oriental (1366–1384).
- Casimiro III el Grande, rey de Polonia (1333-1370, Señor de Rutenia (1349-1370).

Tras la muerte de Yuri II Boleslav, comenzó el periodo conocido como las guerras de Galicia-Volinia que se alargaron más de la mitad del XIV y resultaron en la disgregación de Galicia-Volinia entre la parte de Galicia de los Carpatos absorbida por el Reino de Polonia entre 1349 y 1366, durante las campañas de Casimiro III de Polonia; y la parte de Volinia siendo añadida al Gran Ducado de Lituania para 1392 por parte de Jogaila, quien más tarde unificaría los títulos de Gran Duque de Lituania y el de Rey de Polonia en su persona como Vladislao II, aunque mantendría los dos entes políticos separados.
Sin embargo, a la muerte de Casimiro III, el título de Rey de Rutenia no pasaría a Vladislao II, si no a Luis I de Hungría, puesto que los reyes húngaros exigían el título por tradición de Andrés II.

## Vuelta al Reino de Galicia-Volinia (parte de Hungría)
- Luis I de Hungría, rey de Hungría (1342-1382), rey de Polonia (1370-1382), incorporó lo que quedaba de Galicia-Volinia a Hungría, así como el título que pasó a denominarse oficialmente Rey de Galicia-Volinia.
- Vladislao II de Opole, príncipe silesiano palatino de Hungría, Señor de Rutenia (con título cedido entre 1372-1378).

### Tras 1378
En los siguientes años, los reyes de Hungría dejarían de utilizar la formalidad del título de Galicia-Volinia (si bien oficialmente lo conergieron como una titulación más del emperador del Sacro Imperio), tratándolo como una región gobernada de manera feudal a la vez que todos los reyes de Polonia se titulaban como «Señor de los Rus» (o «de Rutenia»). Más tarde además, los zares de Rusia adoptarían a partir de 1547 la estilización del título «Zar de todos los Rus» (después «Zar de toda Rusia»).

## Tras las particiones de Polonia
Tras las particiones de Polonia, los zares de Rusia estilizaron su título como «Emperador de toda Rusia», mientras que los emperadores del Sacro Imperio (heredados después por los emperadores austriacos y austro-húngaros) utilizaban el título de Rey de Galicia y Lodomeria justificándolo en la tradición de Luis I y en la herencia húngara de las anexiones territoriales de la Mancomunidad Polaca-Lituana. Sin embargo, el título imperial de Reino de Galicia y Lodomeria se incluyó como dependiente dentro del Imperio de Austria, en vez de hacerlo de Hungría, el histórico reclamador de la región. Ambas monarquías fueron abolidas para el final de la Primera Guerra Mundial.